# 서버차그교

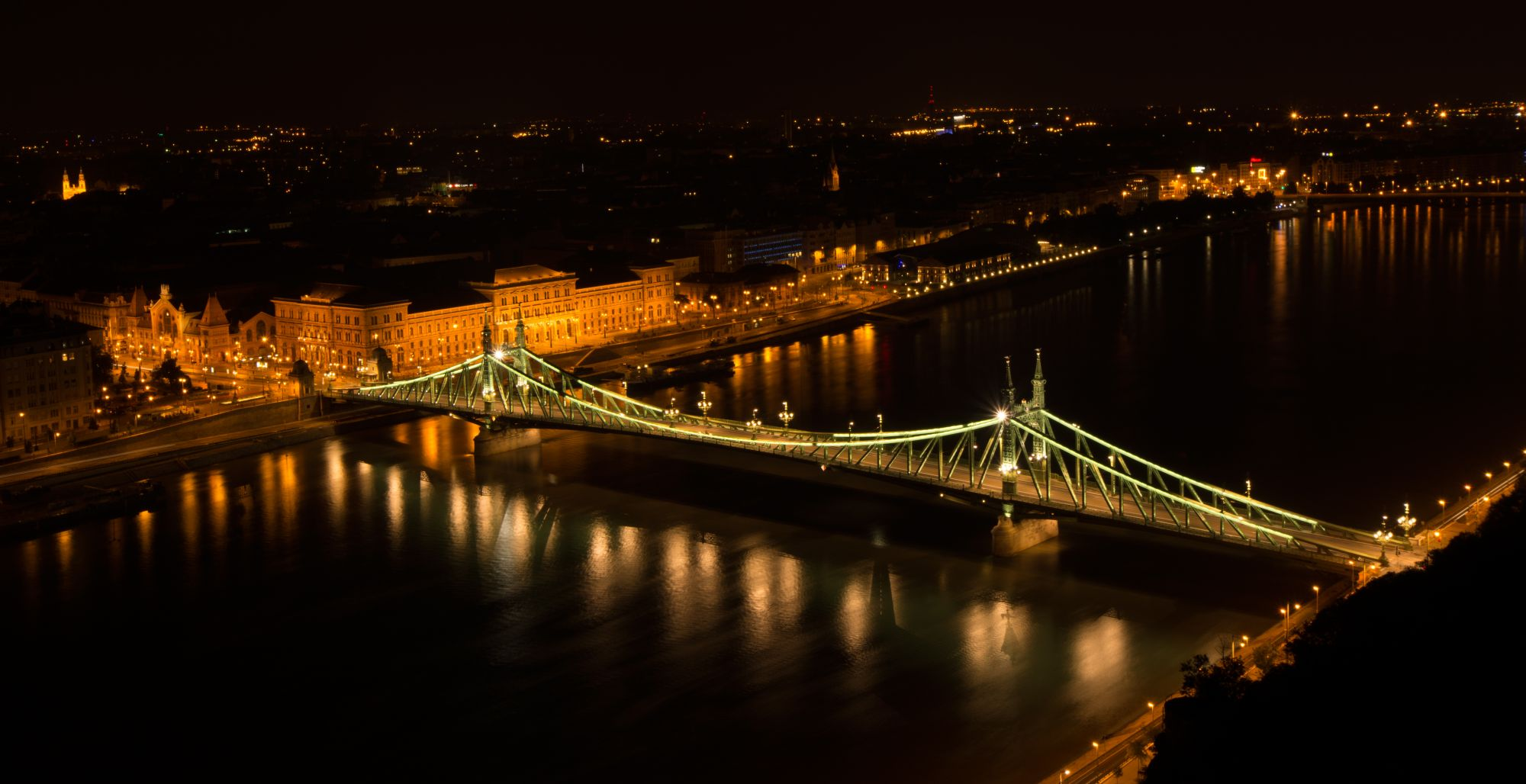
서버차그 다리

서버차그 다리(헝가리어: Szabadság híd) 또는 자유의 다리는 헝가리 부다페스트에 위치한 부더와 페슈트를 잇는 다뉴브강의 다리이다.